# Зоопарк (группа)
«Зоопарк» — советская рок-группа, образованная в 1981 году в Ленинграде. Основатель и лидер группы — Михаил «Майк» Науменко.

## История
В воспоминаниях о сыне Галина Флорентьевна Науменко писала:

Когда его спрашивали, почему группа называется «Зоопарк», то он всегда отшучивался и отвечал: «А почему бы и нет?», «А разве это плохое слово?», «А я очень люблю зверей» и т. п., но на самом деле за этим названием есть большой и глубокий подтекст.
Ещё в семидесятые годы, когда никакой группы у него не было и он только начинал, в конце всех своих вещей он подписывал сначала «Зоопарковая музыка», а позже — «Зоопарк». Потому что в это время он чрезвычайно остро и как-то болезненно ощущал себя несвободным; чувствовал себя как бы загнанным в клетку, из которой ему страстно хотелось вырваться. А клеткой для него были и запреты на книги, и гонения на музыку, и учёба в институте, и рутинная работа, и даже устои родного дома. Отсюда возник образ зоопарка, отсюда и название группы.

До создания собственной группы Майк Науменко успел поиграть в составах групп «Аквариум», «Капитальный ремонт» и ряде других коллективов, записал даже два альбома — совместный с Борисом Гребенщиковым акустический альбом «Все братья - сёстры» и сольный «Сладкая N и другие». Но продолжать сольное творчество он не захотел — искал тех, кто помог бы реализовать идею сумасбродного симбиоза: рок-н-ролл 50-х в электрическом исполнении и текстами на русском языке.
Осенью 1980 года на квартире у своего друга Игоря «Иши» Петровского Майк увиделся со своим школьным другом — Ильёй Куликовым, игравшим на басу в группе «Маки». Пообщавшись и найдя общий язык, они решили играть вместе. После долгих поисков и рассмотрения разных кандидатур к ним присоединились барабанщик Андрей Данилов и лидер-гитарист Александр Храбунов, игравшие в хард-роковой группе «Прощай, чёрный понедельник». В таком составе «Зоопарк» начал давать первые концерты. Начало 1980-х годов было временем развития рок-культуры на территории СССР. Несмотря на значительную конкуренцию, группа «Зоопарк» выделялась на фоне остальных.
Спустя четыре года после создания группы «Зоопарк» в составе произошли первые изменения. Данилов после окончания университета хотел работать по профессии, а потому не хотел оставаться частью коллектива. У Куликова начались проблемы с наркотиками, и музыкант не мог отдавать себя делу.
В 1981 году Майк Науменко познакомился с Виктором Цоем. Тогда же «Зоопарк» пригласил Цоя, чтобы коллектив «Кино» выступал «на разогреве». Группы тесно сотрудничали и часто выступали вместе вплоть до 1985 года.
Спустя год дискография коллектива пополнена вторым студийным альбомом — «LV». В переводе с латинского языка «55» — год рождения Майка Науменко. Альбом, по сути считающийся сольником Майка, получился очень целостным. Интересно, что в пластинку вошло несколько песен, которые Майк посвятил своим друзьям по сцене — Виктору Цою, Андрею Панову, Борису Гребенщикову.
Выход третьего альбома не заставил себя ждать. Вскоре поклонники могли наслаждаться песнями с альбома «Уездный город N». Музыкальные критики выделяли эту пластинку отметкой «Лучший альбом дискографии „Зоопарка“». Обязательными к прослушиванию были песни: «Дрянь», «Пригородный блюз», «Если ты хочешь», «Мажорный рок-н-ролл».
В тот период времени творчество группы «Зоопарк» стало флагманом для многих молодых рок-команд. На втором Ленинградском рок-фестивале музыкальная композиция «Мажорный рок-н-ролл» прозвучала в исполнении коллектива «Секрет», с участниками которой Науменко был очень дружен и всячески в тот период опекал их. По результатам фестиваля, «Секрету» удалось забрать главный приз, «Зоопарку» же достался приз зрительских симпатий.
Уход и возвращение
В начале 1980-х годов Министерство культуры объявило кампанию против рок-самодеятельности. Особенно досталось в этой «идеологической» борьбе группе «Зоопарк». Музыканты вынуждены были ненадолго уйти в подполье, но прежде чем «смыться с лица земли», музыканты презентовали альбом «Белая полоса».
Временный уход со сцены в некотором смысле пошёл коллективу на пользу, благо группа решала вопрос с составом — басист Илья Куликов попал в тюрьму за хранение наркотиков, а барабанщик Андрей Данилов уехал по распределению в родной Петрозаводск и больше к музыке не возвращался. Для Науменко это было время экспериментов.
На записи «Белой полосы» из оригинального состава присутствовали только Майк и Храбунов, функции Куликова и Данилова выполняли Михаил Файнштейн-Васильев и Евгений Губерман из «Аквариума». В этом же составе «Зоопарк» выступил на II фестивале Ленинградского рок-клуба.
Ближе к 1985 году у группы начал формироваться третий состав — новым барабанщиком стал Валерий Кирилов, а Куликова временно заменил Сергей Тесюль из группы «Пепел».
В 1986 году к группе «Зоопарк» присоединились клавишник и вокалист Александр Донских, а также бэк-вокалистки Наталья Шишкина и Галина Скигина. В расширенном составе группа появилась на четвёртом рок-фестивале. И, что самое удивительное, ребята забрали главный приз. 1987 год коллектив провёл на гастролях, перетерпев ещё одно изменение состава — Донских, Скигину и Шишкину сменил клавишник Андрей Муратов, также в группу после отсидки вернулся Куликов.
Пик популярности
Активность группы повлекла за собой значительное увеличение поклонников. О рок-коллективе даже сняли биографический фильм «Буги-вуги каждый день» (1990). Для этого кинофильма музыканты записали несколько новых треков. Новые композиции вошли в состав нового альбома «Музыка для фильма», которая вышла в 1991 году уже после смерти Майка.
Распад группы, смерть Майка Науменко
В 1987 году группа «Зоопарк» объявила о своём распаде, однако потом Науменко сообщил о том, что музыканты объединят свои силы, чтобы отправиться в гастрольный тур. Они продолжили свою деятельность вплоть до 1991 года. За время гастролей Майк практически не писал и не исполнял новых песен, однако публика постоянно требовала новый альбом, невзирая на прекрасное восприятие коллектива. Среди наиболее заметных концертов того периода стоит отметить выступление на Подольском рок-фестивале в сентябре 1987 года и в ДК МЭЛЗ на премьере фильма «Асса» в апреле 1988 года
К 1988 году из состава вышел Муратов, в результате чего «Зоопарк» снова вернулся к структуре квартета. Примерно в это же время Андрей Тропилло предлагает группе снова записываться в студии, однако попытка не увенчалась успехом.
Уже ко второй половине 1988 года авторитет «Зоопарка» стал стремительно падать, причиной тому стали отсутствие новых песен и альбомов, бытовые неурядицы внутри группы и прогрессирующий у Науменко алкоголизм. Только к 1990-91 году у Майка начали сочиняться новые песни, так и не записанные.
14 марта 1991 года Майк Науменко последний раз публично выступил в Ленинграде, исполнив с музыкантами «Аквариума» песню «Пригородный блюз» в рамках VIII фестиваля Ленинградского рок-клуба. Последний концерт группы состоялся в июне 1991 года в Светлогорске. Вместо вновь арестованного Куликова на гастроли поехал басист Наиль Кадыров. 15 августа того же года Майк сыграл последний «квартирник» у себя в коммунальной квартире на улице Боровой. Среди зрителей мероприятия были Александр Храбунов и Александр Липницкий.
27 августа 1991 году Майк Науменко умер от кровоизлияния в мозг, вызванного переломом основания черепа. Аккурат после его смерти вышел альбом «Музыка для фильма», ставший лебединой песней «Зоопарка».
Несмотря на это, музыка и творчество группы «Зоопарк» являлись актуальными для современной молодёжи.
Воссоединение
После 1991 года у музыкантов было несколько безуспешных попыток возродить коллектив.
Крупный проект по «реинкарнации» группы «Зоопарк» принадлежит Андрею Тропилло — владельцу студии «АнТроп», где коллектив записывал студийные альбомы.
В 2015 году Тропилло собрал «Новый Zooпарк», пригласив гитариста Александра Храбунова и басиста Наиля Кадырова. К 60-летию Науменко музыканты записали альбом в честь памяти музыканта, куда вошли самые топовые песни «Зоопарка».
Среди других вариантов «реюниона» группы числятся также группа «Зоо-Парк» Александра Донских и «учебно-лечебный коллектив» «Триста» Александра Храбунова и Валерия Кирилова. После смерти Храбунова последняя группа стала называться «300парк» (читается «Тристапарк»)

## В искусстве
В фильме «Лето» показано творчество и группа Майка Науменко, и начинающего творческий путь Виктора Цоя
В фильме «Джонни» показано творчество и группа Майка Науменко, акцент сделан на его сложном разрушительном пути алкоголизма и непринятия нового времени.

## Состав
Бессменными участниками «Зоопарка» на протяжении всей истории группы были только Майк и лидер-гитарист Александр Храбунов. Басист Илья Куликов дважды вынужденно покидал группу.
В разное время в состав также входили:
Бас-гитара
- Илья Куликов (1981—1984, 1987—1991) †
- Михаил Файнштейн-Васильев (1984) †
- Сергей Тесюль (1985—1987)
- Наиль Кадыров (1991)

Барабаны
- Андрей Данилов (1981—1984)
- Пётр Трощенков (1984)
- Евгений Губерман (1984) †
- Валерий Кирилов (1985—1991) †

Клавиши
- Владимир Захаров (1983)
- Александр Донских (1983—1986)
- Андрей Муратов (1986—1988)

Вокальная группа
- Александр Донских (1986—1987)
- Наталья Шишкина (1986—1987)
- Галина Скигина (1986—1987)

Временная шкала

## Дискография

### Альбомы
- 1983 — Уездный город N
- 1984 — Белая полоса
- 1991 — Музыка для фильма
- 2000 — Иллюзии (записи 1984-87 годов)

### Концертные альбомы
- 1981 — Blues de Moscou (концерт в ДК Москворечье)
- 1981 — Live at LDHS (концерт в Ленинградском рок-клубе, издан в 2010 году)
- 1983 — I фестиваль Ленинградского рок-клуба (издан в 2010 году)
- 1983 — Концерт в ДК 2-го Часового завода (Москва) (издан в 2010 году)
- 1983 — Концерт в Троицке (издан в 2010 году)
- 1986-87 — W (выступление на IV и V фестивалях Ленинградского рок-клуба, издан в 2000 году)
- 1987 — Подольск-87 (издан в 2012 году)
- 1988 — ДК МЭЛЗ 8 апреля 1988. Премьера фильма «Асса» (издан в 2021 году)

### Компиляции
- 1996 — Легенды русского рока
- 2000 — Иллюзии
- 2000 — W (live)
- 2005 — Играйте дома (квартирные концерты у Павла Краева 1984-85 годов, двойной альбом)

### Как аккомпанирующая группа
- 1990 — Заткнись и танцуй (А. Дёмин)

### Трибьюты
- 1993 — Песни Майка
- 1998 — Парк МАЙКского периода
- 2000 — РеМайк
- 2001 — Ром и пепси-кола (Песни Майка Науменко в исполнении Дмитрия Диброва и группы «Антропология»)
- 2002 — Песни Майка Науменко
- 2005 — Уездный город N 20 лет спустя
- 2016 — Песни простого человека
- 2018 — Звери в зоопарке (группа «Звери») и саундтрек фильма «Лето» (2018)

## Фильмография
- 1986 — Йа-Хха
- 1990 — Буги-вуги каждый день
- 2018 — Лето